# П'єдмонт (Алабама)
П'єдмонт (англ. Piedmont) — місто (англ. city) в США, в округах Калгун і Черокі штату Алабама. Населення — 4787 осіб (2020).

## Географія
П'єдмонт розташований за координатами 33°55′34″ пн. ш. 85°36′56″ зх. д. / 33.92611° пн. ш. 85.61556° зх. д. (33.926035, -85.615442).  За даними Бюро перепису населення США в 2010 році місто мало площу 25,59 км², з яких 25,41 км² — суходіл та 0,17 км² — водойми.

## Демографія
Згідно з переписом 2010 року, у місті мешкало 4878 осіб у 2053 домогосподарствах у складі 1351 родини. Густота населення становила 191 особа/км².  Було 2404 помешкання (94/км²).
Расовий склад населення:
| - 87,0 % — білих - 10,0 % — чорних або афроамериканців - 0,5 % — корінних американців - 0,1 % — азіатів |

До двох чи більше рас належало 1,9 %. Частка іспаномовних становила 1,3 % від усіх жителів.
За віковим діапазоном населення розподілялося таким чином: 24,0 % — особи молодші 18 років, 59,4 % — особи у віці 18—64 років, 16,6 % — особи у віці 65 років та старші. Медіана віку мешканця становила 40,5 року. На 100 осіб жіночої статі у місті припадало 88,3 чоловіків;  на 100 жінок у віці від 18 років та старших — 82,4 чоловіків також старших 18 років.
Середній дохід на одне домашнє господарство  становив 42 031 долар США (медіана — 28 884), а середній дохід на одну сім'ю — 53 143 долари (медіана — 45 481). Медіана доходів становила 42 332 долари для чоловіків та 28 309 доларів для жінок. За межею бідності перебувало 25,6 % осіб, у тому числі 37,5 % дітей у віці до 18 років та 13,8 % осіб у віці 65 років та старших.
Цивільне працевлаштоване населення становило 1685 осіб. Основні галузі зайнятості: освіта, охорона здоров'я та соціальна допомога — 24,9 %, виробництво — 17,3 %, мистецтво, розваги та відпочинок — 11,2 %, будівництво — 10,9 %.